# Рязанка (Омская область)
Рязанка — деревня в Нижнеомском районе Омской области. Входит в состав Хомутинского сельского поселения.

## История
Основана в 1892 г. Выходцами из Рязанской губернии, Ряжского уезда Коноплинской восости. Все жители вновь основанной деревни были уроженцами Рязанской губернии поэтому леревею и назвали Рязанка. В 1928 г. состояла из 127 хозяйств, основное население — русские. Центр Рязанского сельсовета Еланского района Омского округа Сибирского края.

## Население
| 2010 |
| ---- |
| 142  |